# Köthener Hütte

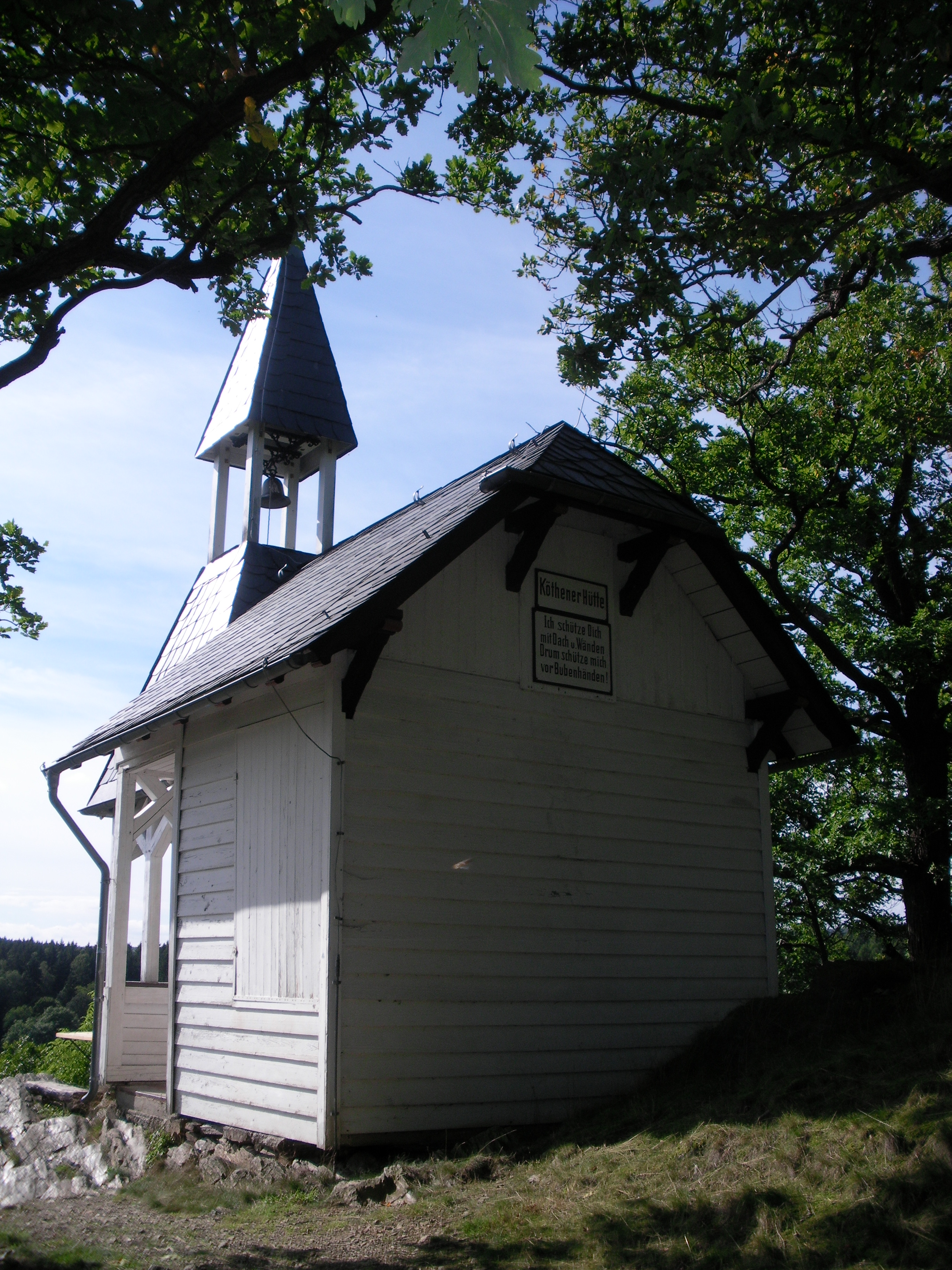
Köthener Hütte

Die Köthener Hütte, auch Kapelle genannt, im Harz ist eine Schutzhütte nahe Mägdesprung im Landkreis Harz in Sachsen-Anhalt.

## Geographische Lage
Die Köthener Hütte befindet sich im Unterharz im Naturpark Harz/Sachsen-Anhalt zwischen den Harzgeroder Ortsteilen Alexisbad im Südsüdwesten und Mägdesprung im Nordnordosten. Sie steht auf der Klippenberg genannten Westabdachung der Schalkenburg (400,1 m ü. NHN) auf dem rund 385 m hohen Kapellenfelsen, zirka 270 m nordöstlich und etwa 85 m oberhalb des Selkewasserfalls, eines künstlichen Wasserfalls am Bode-Zufluss Selke. Entlang des Flusses führen die Bundesstraße 185 und die Selketalbahn.

## Geschichte und Beschreibung
Die Köthener Hütte wurde 1897 als weiß angestrichene Holzhütte von Wanderfreunden des Harzklubzweigvereines Köthen errichtet (damals noch als Cöthener Schutzhütte bezeichnet). Ihr kleiner Glockenturm lässt sie wie eine kleine Kirche wirken, weshalb sie auch Kapelle genannt wird; diesen Beinamen bekam sie aber auch in Erinnerung an die zuvor an selber Stelle stehende baufällige Bretterhütte. Manche Wanderer läuten die Glocke, um ihre dortige Ankunft zu signalisieren. Betreut wird die Hütte vom Harzklubzweigverein Harzgerode e.V., der sich um ihren Erhalt kümmert.

## Wandern
Vorbei an der Köthener Hütte, die als Nr. 195 in das System der Stempelstellen der Harzer Wandernadel einbezogen ist, führt der Selketalstieg, der zwischen Stiege und Quedlinburg entlang des Selktals angelegt wurde. Die Schutzhütte ist auf dem zwischen Alexisbad und Mägdesprung verlaufenden Wanderweg Klippenweg, der an vielen Aussichtspunkten oberhalb des Selketals vorbeiführt, zu erreichen. Zudem verläuft ein etwa 1,2 km langer Pfad vom zwischen Alexisbad und Mägdesprung an der Selketalbahn und an der B 185 gelegenen Haltepunkt Drahtzug – letztlich auf dem oberhalb des Selketals verlaufenden Klippenweg – hinauf zur Hütte.